# گرمابه آقا بابا
گرمابه آقا بابا در شهرستان قزوین، بخش مرکزی، روستای آقا بابا واقع شده و این اثر در تاریخ ۲۵ خرداد ۱۳۸۱ با شمارهٔ ثبت ۵۷۱۸ به‌عنوان یکی از آثار ملی ایران به ثبت رسیده است.